# Комитас
Согомон Согомонян (на арменски: Սողոմոն Սողոմոնեան, Soghomon Soghomonian), по-известен с църковното си име Комитас (Կոմիտաս), е арменски свещеник, музиколог, композитор, певец, диригент и аранжор. Смятан е за основоположника на арменската национална музикална школа, нареждан е сред пионерите на етномузикологията.

## Биография
Роден е на 26 септември 1869 г. (стар стил; 8 октомври, нов стил) в Кютахия, днешна Турция. Останал пълен сирак в ранна детска възраст, Согомонян е приютен в арменски религиозен център в Ечмиадзин, където получава образование в духовната семинария „Кеворкян“. След ръкополагането му във вардапет (неженен свещеник) през 1895 година под името Комитас, изучава музика в Берлинския университет „Фридрих Вилхелм“.
Впоследствие използва своето западно образование за арменската национална музикална традиция. Събира и транскрибира (както на западноевропейската музикална нотация, така и на основаната на невми арменска музикална нотация хаз) над 3000 образци на арменската народна и религиозна музика. От тях впоследствие повече от половината са изгубени и едва 1200 от тях са запазени. Освен към арменските народни песни, Комитас проявява интерес и към музиката на други култури, като през 1904 г. публикува първия в света сборник от кюрдски народни песни. Хорът, дирижиран от Комитас, представя арменската музика в много западноевропейски градове, печелейки възхищението на много музикални дейци, сред които Клод Дебюси.
През 1910 година Комитас се установява в Константинопол, за да избегне лошото отношение от страна на ултраконсервативните духовници в Ечмиадзин, а също и за да представи арменската фолклорна музика на по-широка аудитория. Там обучава група студенти на арменска музика и сформира хор, който обикаля из арменските общности и изпълнява концерти с фолклорни творби, които аранжира за 4 изпълнители.
През 1912 година основава хор „Гусан“, съставен от десетки музиканти. Имайки за цел да развие професионално музикантите, той преподава музикология; сред учениците му са Барсех Каначян (автор на музиката за Химна на Армения), Михран Тумасян, Вагаршак Срвандзтиян и други. Арменските общности навсякъде го приветстват, а писателят и журналист Аршаг Чобанян го нарича „спасител на арменската музика“.
По време на Арменския геноцид, наред със стотици други арменски интелектуалци, Комитас е арестуван от османското правителство и изпратен в затворнически лагер през април 1915 година. Скоро е освободен под натиска на много европейски посланици и интелектуалци, но изживява психически срив и развива много тежък посттравматичен стрес. Враждебната среда в Константипол и съобщенията за масовите кланета над арменци и „маршовете на смъртта“ само още повече влошават крехкото му душевно състояние.
За начало е приет в турска военна болница до 1919 година, когато е преместен в психиатрична клиника в Париж, където прекарва последните години от живота си в агония. Комитас е широко възприеман като мъченик и в изкуството е изобразяван сред основните символи на Арменския геноцид. Почива в Париж на 22 октомври 1935 година.